# Minoru Terada
Minoru Terada (寺田 稔, Terada Minoru, né le 24 janvier 1958) est un homme politique japonais. Membre du Parti libéral-démocrate, il est élu à la chambre des représentants.

## Biographie
Originaire d'Hiroshima et diplômé de l'Université de Tokyo (Faculté de droit), Terada rejoint le ministère des Finances en 1980, et fréquente l'Université Harvard aux États-Unis, délégué du ministère, en 1982.
L'épouse de Terada, Keiko, est la petite-fille de Hayato Ikeda, ancien Premier ministre du Japon. Il est élu pour la première fois en 2004, lorsqu'il a quitté le ministère après le décès de son oncle et ancien ministre des Affaires étrangères Yukihiko Ikeda.
Terada a également été secrétaire à l'Ambassade du Japon aux États-Unis, vice-ministre principal du Cabinet et vice-ministre principal de la Reconstruction.
Membre du lobby révisionniste Nippon Kaigi, Terada est favorable au principe d'autodéfense collective.
Il est conseiller de Fumio Kishida de décembre 2021 à août 2022, puis ministre des Affaires intérieures et des Communications d'août à décembre 2022, dans le gouvernement Kishida II. Critiqué pour plusieurs scandales liés à des financements, il démissionne après avoir reconnu qu'un de ses groupes de soutien avait remis des bilans financiers officiellement approuvés par le sceau (hanko) d'une personne décédée depuis plus d'un an,.